# Encyclopedia.com
Encyclopedia.com (también conocida como HighBeam Encyclopedia) es una enciclopedia en línea. Agrega información de otros diccionarios, enciclopedias y obras de referencia publicadas, incluidas imágenes y videos.

## Historia
El sitio web fue lanzado por Infonautics en marzo de 1998. Infonautics fue adquirida por Tucows en agosto de 2001. En agosto de 2002, Patrick Spain compró Encyclopedia.com y su sitio web hermano eLibrary de Tucows y los incorporó a una nueva empresa llamada Alacritude, LLC (una combinación de alacrity, «prontitud» y attitude, «actitud»). El negocio se conoció como HighBeam Research y finalmente se vendió a Gale. Actualmente, el sitio web es operado por HighBeam Research, con sede en Chicago, una subsidiaria de la editorial Gale, que a su vez es una subsidiaria de Cengage.

## Contenido
Encyclopedia.com permite a los usuarios acceder a información sobre un tema de múltiples enciclopedias y fuentes de diccionarios, y tiene casi 200 000 entradas y 50 000 resúmenes de temas. Proporciona una colección de enciclopedias en línea y entradas de varias fuentes, incluidas Oxford University Press, Enciclopedia Columbia y Gale, su empresa matriz.